# Francisco Gómez-Jordana Sousa
Francisco Gómez-Jordana y Sousa, född 1 februari 1876, död 3 augusti 1944, var en spansk greve och ämbetsman.
Francisco Gómez-Jordana Sousa var ursprungligen officer, tjänstgjorde på Kuba och i Marocko, blev kapten 1903, generallöjtnant 1928 och var överkommissarie i Marocko 1928–1930. Gómez-Jordana Sousa hade under Miguel Primo de Riveras diktatur en kort tid varit utrikesminister, och erhöll 1938 samma post i Francisco Francos nationalistregering och blev samtidigt vice statschef. Han avgick i augusti 1939 och ersattes av Ramón Serrano Súñer men övertog vid dennes avgång 1942 på nytt ledningen av utrikesministeriet.